# Premio Internazionale di Letteratura Città di Como
Il Premio Internazionale di Letteratura Città di Como (detto anche solo Premio Città di Como) è un premio letterario italiano che si svolge a Como e viene assegnato annualmente a opere letterarie italiane edite e inedite.

## Storia
Il premio viene ideato nel 2014 da Giorgio Albonico, che affida l'organizzazione del concorso all'Associazione Eleutheria e la presidenza della giuria, fin dalla prima edizione, allo scrittore Andrea Vitali. 
È il primo premio letterario organizzato nella zona del lariano e viene realizzato grazie a diversi patrocini, fra cui la Regione Lombardia, la Provincia di Como, il Comune di Como, il Comune di Erba, la Camera di Commercio di Como, l'Università degli studi dell'Insubria, l'Ordine provinciale dei medici chirurghi e degli odontoiatri di Como. Si caratterizza come un concorso letterario suddiviso in varie categorie, ai cui vincitori viene assegnato un premio in denaro attraverso una giuria tecnica di esperti affiancata da comitati di lettura selezionati da librerie e biblioteche su tutto il territorio nazionale. Si assegnano anche soggiorni premio promossi dagli esercizi della zona.
Il premio ottiene da subito una grande partecipazione, con oltre 1400 testi in concorso nella prima edizione, che arrivarono ad essere 2500 nell'edizione del 2018, saliti a oltre 2700 nell'ultima edizione del 2019, grazie anche all'ampia attenzione della stampa. Le due sezioni principali sono la Poesia, dedicata ad Alda Merini, e la Narrativa, dedicata a Giuseppe Pontiggia.

## Edizioni

### 2014

#### Giuria
Andrea Vitali (presidente), Giorgio Albonico, Maurizio Cucchi, Laura Garavaglia, Emilio Magni, Lorenzo Morandotti.

#### Vincitori
- Narrativa edita: Camilla Baresani, Il sale rosa dell’Himalaya, Bompiani.
- Poesia edita: Mario Santagostini, Felicità senza soggetto, Mondadori.
- Poesia inedita: Maria Pia Quintavalla, Quinta Vez.
- Racconti del Territorio: Laura D’Incalci, Il cavaliere che guarda le stelle tratto dal libro A cavallo sono un re, e Marco Scarpelli, Sulla funicolare leggendo una storia.
- Aforismi: Sandro Montalto, L’eclissi della chimera.
- Under 25: Lorenzo Nguyen, Un'altra isola, Loescher.

### 2015

#### Giuria
Andrea Vitali (presidente), Bruno Pizzul, Maurizio Cucchi, Andrea Fazioli, Giorgio Albonico, Laura Garavaglia, Emilio Magni, Lorenzo Morandotti, Carlo Pozzoni, Mario Schiani.

#### Vincitori
- Narrativa edita: Franco Di Mare, Il caffè dei miracoli, Rizzoli.
- Narrativa - Esordienti: Domenico Dara, Breve trattato sulle coincidenze, Nutrimenti
- Saggistica: Armando Massarenti, Istruzioni per rendersi felici, Guanda.
- Poesia edita: Tiziano Broggiato, Città alla fine del mondo, Jaka Book.
- Poesia - Esordienti: Nicoletta Grillo, Lettere all’amministrazione del condominio, Lietocolle.
- Poesia - premio alla carriera: Giancarlo Majorino.
- Poesia inedita: Massimiliano Bossini, Reparto.
- Racconti del Territorio: Elena Salem, Testamento di un indifferente, dall’antologia Puntini nell’universo (FT – FinisTerrae).
- I Luminosi (aforismi ed epigrammi): Roberto Morpurgo, Pregiudizi della libertà, Editrice Puntoacapo.
- I Luminosi - premio dell’Associazione Italiana per l’Aforisma: Luciana Loureiro.
- Under 30: Valentina D'Urbano, Quella vita che ci manca, Longanesi.
- Quando l’immagine racconta (fotografia): Marco Colciago, Il messaggero.

Riconoscimento speciale a Ferruccio de Bortoli.

### 2016

#### Giuria
Andrea Vitali (presidente), Raffaella Castagnola, Milo De Angelis, Emilio Magni, Armando Massarenti, Lorenzo Morandotti, Carlo Pozzoni, Laura Scarpelli, Mario Schiani.

#### Vincitori
- Narrativa edita: Lorenzo Marone, La tristezza ha il sonno leggero, Longanesi.
- Narrativa - Opera prima: Mauro Garofalo, Alla fine di ogni cosa, Frassinelli - Michele Mauri, Salaì, l’altra metà di Leonardo, Bellavite.
- Saggistica: Chiara Bellini, Nel paese delle nevi, Einaudi.
- Saggistica - Opera prima: Serena Uccello, Generazione Rosarno, Melampo.
- Poesia edita: Alessandro Ceni, Combattimento ininterrotto, Effigie.
- Poesia - Opera prima: Lorenzo Babini, Santa ricchezza, CartaCanta.
- Poesia inedita: Damiano Scaramella, Utero bianco.
- Videopoesie: Barbara Bernardi, Kairos.
- Racconti: Laura Basilico, Un manoscritto da non sprecare.
- Under 30: Camilla Ambrosoli, Con le mani e con il cuore. Antichi mestieri del lago di Como, Editoriale Lariana.
- Quando l’immagine racconta ed emoziona (fotografia): Francesco Ruffoni, Un battito d’ali.
- Libro d'oro dell'anno: Lutz Seiler, Kruso, Del Vecchio.

### 2017

#### Giuria
Ferruccio de Bortoli (presidente), Dacia Maraini, Edoardo Boncinelli, Giovanni Gastel.

#### Vincitori
- Narrativa edita: Giorgio Scianna, La regola dei pesci, Einaudi.
- Narrativa - Opera prima: Enrico Galiano, Eppure cadiamo felici. Garzanti.
- Narrativa inedita: Daniela Musini, Messalina, la meretrix augusta.
- Saggistica: Alessandra Trevisan, Goliarda Sapienza. Una voce intertestuale, La vita felice.
- Saggistica - Opera dall'estero: Mario Del Pero, Era Obama. Dalla speranza del cambiamento all’elezione di Trump, Feltrinelli.
- Poesia edita: Andrea Leone, Hohenstaufen, L’arcolaio.
- Poesia - Opera prima: Giovanni Ibello, Turbative siderali, Terra d’ulivi.
- Poesia inedita: Alessandro Bellasio, Nel tempo e nell’urto.
- Videopoesie: Annalisa Ballarini, Il viaggio.
- Racconti: Alessia Racci Chini, Carmelina, cuore azzurro, cuore di sale - Enrico Ferioli, Viva la regina.
- Teen: Alessia Tagliabue, Passione e ragione, Angolazioni.
- Fotografia: Andrea Signori, La habana que posa.
- Reportage: Maria Rosaria Iazzetta, Il paese dei gelsomini. Viaggio fotografico in Birmania, Europa edizioni - Andrea Quadroni e Andrea Butti da La Provincia di Como.
- Libro d'oro dell'anno: Jenny Erpenbeck, Voci del verbo andare, Sellerio.

### 2018

#### Giuria
Andrea Vitali (presidente), Edoardo Boncinelli, Francesco Cevasco, Milo De Angelis, Giovanni Gastel, Dacia Maraini, Armando Massarenti, Pierluigi Panza, Flavio Santi, Laura Scarpelli, Mario Schiani.

#### Vincitori
- Narrativa edita: Maria Attanasio, La ragazza di Marsiglia, Sellerio.
- Narrativa - Opera prima: Laura Morante, Brividi immorali, La nave di Teseo.
- Narrativa inedita: Margherita Nani, L'ospite, Brioschi. - Daniela Raimondi, La casa sull'argine, Nord.
- Narrativa - Opera dall'estero: Filippo Iannarone, Il complotto Toscanini, Piemme.
- Saggistica: Domenico Quirico, Succede ad Aleppo, Laterza.
- Poesia edita: Sebastiano Aglieco, Infanzia resa, Il Leggio Libreria.
- Poesia inedita: Elisabetta Santini
- Racconto: Stefano Cavallini, Core - Marica Larocchi.
- Miglior Thriller: Mariano Sabatini, Primo venne Caino, Salani.
- Miglior Libro per Ragazzi: Francesca Ceci, Badù e il nemico del sole, Tunuè.
- Miglior Romanzo storico: Gianluca Barbera, Magellano, Castelvecchi.
- Miglior Fantasy: Alessia Racci Chini, L'ottava confraternità, Fanucci.

### 2019

#### Giuria
Andrea Vitali (presidente), Edoardo Boncinelli, Francesco Cevasco, Milo De Angelis, Giovanni Gastel, Giulio Giorello, Dacia Maraini, Armando Massarenti, Pierluigi Panza, Flavio Santi, Laura Scarpelli, Mario Schiani.

#### Vincitori
- Narrativa edita: Pietro Criaco, Via dall'Aspromonte, Rubbettino.
- Narrativa - Opera prima: ex aequo Alessandro Carlini, Partigiano in camicia nera, Chiarelettere, e Lorella Carimali, La radice quadrata della vita, Rizzoli
- Narrativa inedita: Sofia Nanu, Ti Jean, Brioschi.
- Narrativa - Opera dall'estero: ex aequo Claudio Alvigini, Il capitano Bastur, Macabor; Giuseppe Curonici, Fine precoce del giovane D.S., Armando Dadò..
- Saggistica: Federico Pace, Scintille, Einaudi.
- Poesia edita: Giancarlo Pontiggia, Il moto delle cose, Mondadori.
- Poesia inedita: Gianluca Chierici
- Racconto: Andrea Peirone, La gabbia dorata.
- Opera viaggio: Lorenzo Merlo, Essere terra, Prospero.
- Miglior Thriller: Federica De Paolis, Notturno salentino, Mondadori.
- Miglior Libro per Ragazzi: Fulvia Degl'Innocenti, Cattive memorie, San Paolo.
- Miglior Romanzo storico: ex aequo Carlo Patriarca, La sfida, Rizzoli; Loreta Minutilli, Elena di Sparta, Baldini e Castoldi
- Miglior Fantasy: Paolo Malaguti, L'ultimo carnevale, Solferino.
- Miglior Romanzo d'avventura: Gianluca Barbera, Marco Polo, Castelvecchi
- Miglior opera teatrale: Daniela Musini, Mia divina Eleonora,
- Miglior opera biografica: Gianpietro Olivetto, La Dolce Vita di Fraka, All Around.
- Miglior opera di giornalismo di viaggio: Marco Lupis, I cannibali di Mao, Rubbettino.
- Miglior opera manualistica: Gulio Mozzi, Oracolo per scrittrici e scrittori, Sonzogno.
- Miglior opera di divulgazione scientifica, Silvano Fuso, L'alfabeto della Materia, Carocci
- Miglior libro d'inchiesta: ex aequo Flavia Piccinni, Carmine Gazzanini, Nella setta, Fandango; Pablo Trincia, Veleno, Einaudi.
- Sezione Multimediale: Luciana Petti, I facchini di Santa Rosa

### 2020

#### Giuria
Andrea Vitali (presidente), Edoardo Boncinelli, Francesco Cevasco, Milo De Angelis, Giovanni Gastel, Dacia Maraini, Armando Massarenti, Pierluigi Panza, Flavio Santi, Laura Scarpelli, Mario Schiani.

#### Vincitori
- Narrativa edita: Gian Mario Villalta, L’apprendista, Sem.
- Miglior romanzo storico: Eugenio Giudici, Il sarto di Crema, Castelvecchi.
- Miglior Thriller: Gabriele Dadati, Nella pietra e nel sangue, Baldini+Castoldi.
- Aforismi: Stefano Elefanti, Quisquilie, La Mandragora.
- Miglior opera Viaggio: Vittoria Sangiorgio, Le strade del Durian, La Caravella.
- Miglior opera teatrale: Marzia Rei, C’è un elefante nella mia poltrona, Aletti Editore.
- Narrativa - Opera prima: Stefano Bottero, Poesie di ieri, Oèdipus.
- Autobiografia: ex aequo Maria Laura Caroniti, Madre Medusa, Mursia Editore. Michela Musante, L’ospite. Storia di un trapianto.
- Saggistica: Corrado Augias, Breviario per confuso presente, Einaudi.
- Miglior opera d’inchiesta: Francesco Costa, Questa è l’America, Mondadori.
- Miglior opera di divulgazione scientifica: Marco Mastrorilli e Raffaella Maniero, Il volo rapito, Noctua Book.
- Miglior opera viaggio: Lorenzo Sganzini, Passeggiate sul Lago di Lugano, Casagrande.
- Miglior opera per bambini e ragazzi: ex aequo Elisa Sabatinelli e Iacopo Bruno, Mio padre è un palombaro, Solferino. Alberto Pellai e Barbara Tamborini, Sono Francesco, DeaPlanet.
- Sezione Multimediale: Agata De Nuccio, Oblivision Final.
- Miglior Racconto, tema lago: Gisella Broggini.
- Miglior Racconto: Mauro Franco.
- Sezione Narrativa Inedita: Daria De Pellegrini, La bambina sul davanzale.
- Sezione Poesia Inedita: Gabriel Lino Del Sarto, 21/3.
- Sezione Poesia Edita: Giuseppe Conte, Non finirò di scrivere sul mare, Mondadori.

### 2021

#### Giuria
Andrea Vitali (presidente), Edoardo Boncinelli, Francesco Cevasco, Milo De Angelis, Guido Taroni, Dacia Maraini, Armando Massarenti, Pierluigi Panza, Flavio Santi, Laura Scarpelli, Mario Schiani.

#### Vincitori
- Sezione Autobiografia: Nicola Alemanno, Doppia zona rossa, Rubbettino.
- Sezione Bambini e Ragazzi: ex aequo Maria Pia Luisa Pisoni, Virus. All’attacco del corpo umano, Mondadori. Clara Salafia e Cristiana Toletti, Il magico viaggio, Ethos Fabulae.
- Sezione Multimediale: ex aequo Asmae Dachan, Etiopia di volti e di strade. Luisa Mizzoni, Qui con me.
- Narrativa Edita: Ilaria Tuti, Fiori di roccia, Longanesi.
- Miglior Thriller: Ida Sassi, La morte dimenticata, Leone Editore.
- Miglior Biografia: Alberto e Giancarlo Mazzuca, Indro Montanelli. Dove eravamo rimasti?, Baldini+Castoldi.
- Miglior Storico: Antonio Gentile, La terra degli uomini integri, La corte.
- Miglior Testo Teatrale: Giorgia Brusco, Teatro drammatico, Zem.
- Narrativa Inedita: Alessia Bronico, L'upupa.
- Opera a tema ecologia: Licia Colò, Il pianeta, Solferino.
- Opera in inglese: Emanuela Burini, Melancholy and depression, l’Harmattan.
- Opera Prima: Daniela Simonetti, Impunità di gregge, Chiarelettere.
- Poesia Edita: Carmelo Pistillo, Poesia da camera, Stampa.
- Poesia Inedita: Tiziana De Novellis, Paralleli solitari.
- Racconto: Giovanni Mangarelli, Viola.
- Racconto Tema Lago: Cesare Baj, 21 Agosto.
- Sezione Saggistica: Alessandra Necci, Al cuore dell'Impero. Napoleone e le sue donne fra sentimento e potere, Marsilio Editori.
- Sezione Saggistica. Miglior Opera a Tema il Viaggio: Giovanna Pancheri, Rinascita americana, Sem.
- Miglior Genere Inchiesta: Alessandro Milan, Un giorno lo dirò al mondo, Mondadori.
- Miglior Divulgazione Scientifica: Angelo Tartabini, La coscienza degli animali, Mimesis.

### 2022

#### Giuria
Andrea Vitali (presidente), Edoardo Boncinelli, Francesco Cevasco, Milo De Angelis, Guido Taroni, Piergiorgio Odifreddi, Armando Massarenti, Pierluigi Panza, Flavio Santi, Laura Scarpelli, Mario Schiani.
Vincitori
- Sezione Opera a Tema: Andrea Raciti, Il disoccupato, Oakmond Publisher.
- Opera dall'estero: Filippo Rossi, Il gioco impossibile, Armando Dadò.
- Opera prima: Francesco Ottonello, Isola aperta, Interno Poesia.
- Sezione Saggistica: 1º classificato Franco Gabrielli, Naufragi e nuovi approdi, Baldini+Castoldi. 2° classificate Cosima Buccoliero e Serena Uccello, Senza sbarre, Einaudi. 3º classificato Eugenio Arcidiacono, Asciugava lacrime con mitezza, San Paolo.
- Miglior opera "tema salute": Giada Lonati, Prendersi cura, Corbaccio.
- Miglior opera "tema inchiesta": Giannandrea Mencini, Pascoli di carta, Kellermann.
- Miglior divulgazione scientifica: Silvano Fuso, Il segreto delle cose, Carocci.
- Miglior opera "tema il viaggio": Massimo Soumaré, Viaggio nel Giappone sconosciuto, Lindau.
- Miglior storico: Giorgio Manzi, L'ultimo Neanderthal racconta, Il Mulino.
- Sezione Poesia Edita: 1º classificato Vincenzo Frungillo, Prime scene di caccia e di morte, Zacinto. 2º classificato Nicodemo Alfredo Panetta, Ponti sdarrupatu. Il crollo del ponte, Passigli. 3º classificato Angelo Maugeri, Lo stupore e il caos, Puntoacapo.
- Sezione Bambini e Ragazzi: Andrea Maggi, Storia di amore e di rabbia, Giunti.
- Sezione Narrativa Edita: 1º classificato Pino Donghi, Tre centimetri dietro gli occhi, Scienza Express. 2º classificato Alessandro Zaccuri, Poco a me stesso, Marsilio. 3º classificato Patrick Fogli, Così in terra, Mondadori.
- Miglior Storico ex aequo: Pier Federico Caliari, L'enigma di Boussois, Robin e Simonetta Tassinari, Le donne dei Calabri di Montebello, Corbaccio.
- Miglior opera "Tema il viaggio": Sandro Tirini, Peripezie di un falso mussulmano alla ricerca della città proibita, Booktime.
- Miglior Giallo: Raul Montanari, Il vizio della solitudine, Baldini+Castoldi.
- Miglior Biografia: Andrea Frova e Mariapiera Marenzana, Vita breve di un genio, Theta.
- Miglior opera "Aforismi": Giorgio Gramolini, Frammenti di inesistenza, Puntoacapo.
- Miglior opera "Fantascienza": Filippo Chiello, Dal ponte più alto, Bookabook.
- Opera Autobiografica: Giorgio Rocca e Thomas Ruberto, Slalom. Vittorie e sconfitte tra le curve della mia vita, Hoepli.
- Opera dal Carcere: Giuseppe Medile, Impulso criminale, inedito.
- Sezione Poesia Inedita: Alessandra Paganardi, Immobile.
- Sezione Narrativa Inedita: 1º classificato Gian Andrea Rolla, Ettore, non andare. 2º classificato Valerio Luigi Beretta, Il grido dell'angelo. 3° classificati ex aequo Nicoletta Grillo, Il bambino senza canzoni e Riccardo Mainardi, Gli innumerevoli volti dell'amore.
- Sezione Racconto ex aequo: Lorenzo Foti, La marchesa e Davide Schiavon, Come una foglia.
- Tema Lago: Carla Negretti, Tracce d'estate.
- Sezione Multimediale: 1º classificato Galajian Shakar, I salmi di Santiago. 2º classificato Giacomo Bordonali, Sauvage. 3º classificato, Chiara Audenino, Racconti di bambini maleducati.

### 2023

#### Giuria
Andrea Vitali (presidente), Edoardo Boncinelli, Francesco Cevasco, Milo De Angelis, Guido Taroni, Piergiorgio Odifreddi, Armando Massarenti, Pierluigi Panza, Flavio Santi, Laura Scarpelli, Mario Schiani.
Vincitori
- Sezione Narrativa Edita: 1º classificato Daniela Raimondi, Il primo sole dell’estate, Nord; 2º classificato Matteo Bussola, Un buon posto in cui fermarsi, Einaudi Stile Libero; 3º classificato Lidia Bicec Zanardelli, Amore siberiano, Another Coffee Stories.
- Opera prima: Ivana Librici, Il giglio d’acqua, Solferino.
- Sezione Saggistica: 1º classificato Ernesto Galli Della Loggia, Otto vite italiane, Marsilio. 2° classificate Vera Politkovskaja e Sara Gudice, Una madre, Rizzoli. 3º classificato Annarita Briganti, Gae Aulenti. Riflessioni e pensieri sull’Architetto Geniale, Cairo.
- Sezione Opera a Tema: Elena Pigozzi, La signora dell’acqua, Piemme.
- Opera dall'estero: Giorgio Bertellini, Il Divo e il Duce, Le Monnier.
- Miglior opera a tema "inchiesta": Maurizio Pagliassotti, La guerra invisibile, Einaudi.
- Miglior divulgazione scientifica: Paolo Nichelli, Il cervello e la mente, il Mulino.
- Miglior saggio a tema "il viaggio": Paolo Del Forno, Sul Lago di Como con Mary Shelley, di Qua e di Là.
- Miglior romanzo a tema "il viaggio": Paolo Malaguti, Piero fa la Merica, Einaudi.
- Miglior saggio storico: Filippo Facci, La guerra dei trent’anni, Marsilio.
- Miglior romanzo storico: Paolo Pintacuda, Jacu, Fazi.
- Sezione Poesia Edita: 1º classificato Fabio Pusterla, Tremalume, Marcos y Marcos; 2º classificato Giuseppina Busceti, Ufficio del sole, Stampa2009. 3º classificato Federica D'Amato, A imitazione dell’acqua, nottetempo.
- Sezione Bambini e Ragazzi: Rosangela Bonsignorio, Preferisco il rumore del vento, Il Canneto.
- Miglior Giallo: Alessandro Romito, Triei, G. Laterza.
- Miglior Fantasy: Roberto Ritondale, La città senza rughe, Bookroad
- Miglior Biografia: Melania Soriani, Bly, Mondadori.
- Opera Autobiografica: Gino Cervi, La fabbrica della nebbia, Ediciclo.
- Sezione Poesia Inedita: Davide Colletta, Raccolta di poesie.
- Sezione Narrativa Inedita: Claudio Leandri, Candido riluttante
- Miglior Inedito tra tutte le sezioni: Antony Cruz Selvakani / Istituto Don Ghinelli, I racconti delle erbe.
- Sezione Racconto: Isabella Becherucci, La spiga di grano
- Sezione Multimediale: 1º classificato Cesare Moroni, C’era una volta la natura; 2º classificato Angela Ambrosini, Ora che è tempo di sosta; 3º classificato Maria Teresa Carniti, I segni del tempo.
- Sezione Giornalismo - ex aequo: Flavia Piccinni e Carmine Gazzanni, Un fiume di droga, Panorama e Cristina Bellon, Amianto: dove si nasconde, Panorama.